# Cris Cab
Cris Cab (echte naam Cristian Cabrerizo; Miami, 21 januari 1993) is een Amerikaanse singer-songwriter.
Hij werd geboren als zoon van Cubaanse ouders. Hij begon al vroeg met zingen. Op zijn veertiende deed hij zijn eerste studiosessie. Op zijn vijftiende kwam hij in contact met Pharrell Williams waarna de twee gingen samenwerken.
De muziek van Cris Cab is een mix van pop reggae soul en jazzrock. Hij is het meest bekend van zijn hit Liar Liar uit 2013. In 2014 bracht hij het album Where I Belong uit.

## Discografie

### Albums
| Album met eventuele hitnotering(en) in de Nederlandse Album Top 100 | Datum van verschijnen | Datum van binnenkomst | Hoogste positie | Aantal weken | Opmerkingen |
| ------------------------------------------------------------------- | --------------------- | --------------------- | --------------- | ------------ | ----------- |
| Where I belong                                                      | 2014                  | 12-04-2014            | 77              | 1            |             |

| Album met hitnotering(en) in de Vlaamse Ultratop 200 albums | Datum van verschijnen | Datum van binnenkomst | Hoogste positie | Aantal weken | Opmerkingen |
| ----------------------------------------------------------- | --------------------- | --------------------- | --------------- | ------------ | ----------- |
| Where I belong                                              | 2014                  | 03-05-2014            | 72              | 3            |             |

### Singles
| Single met eventuele hitnotering(en) in de Nederlandse Top 40 | Datum van verschijnen | Datum van binnenkomst | Hoogste positie | Aantal weken | Opmerkingen                               |
| ------------------------------------------------------------- | --------------------- | --------------------- | --------------- | ------------ | ----------------------------------------- |
| Liar liar                                                     | 2013                  | 16-11-2013            | 9               | 19           | Nr. 14 in de Single Top 100 / Alarmschijf |
| Loves me not                                                  | 2014                  | 12-04-2014            | 32              | 5            | Nr. 93 in de Single Top 100 / Alarmschijf |
| Paris                                                         | 2016                  | 16-07-2016            | tip17           | -            | met Willy William                         |

| Single met hitnotering(en) in de Vlaamse Ultratop 50 | Datum van verschijnen | Datum van binnenkomst | Hoogste positie | Aantal weken | Opmerkingen                 |
| ---------------------------------------------------- | --------------------- | --------------------- | --------------- | ------------ | --------------------------- |
| Liar liar                                            | 2013                  | 25-01-2014            | 32              | 9            |                             |
| Loves me not                                         | 2014                  | 12-04-2014            | tip5            | -            | Nr. 27 in de Radio 2 Top 30 |

- Bibliothèque nationale de France: cb16922226p (data)
- Gemeinsame Normdatei: 1066808694
- International Standard Name Identifier: 0000 0004 4246 484X
- Library of Congress Control Number: n2016005489
- MusicBrainz: f42839a2-9137-4c49-b986-239d3bdd9d9b
- Virtual International Authority File: 311590974
- WorldCat: E39PBJjtdv637vyRkWG8kt7bVC